# Aegon Open Nottingham 2015
Aegon Open Nottingham 2015 - чоловічий і жіночий тенісний турнір, що проходив на відкритих кортах з трав'яним покриттям. Це був 5-й за ліком турнір серед жінок (уперше, починаючи з 1974 року) і 20-й - серед чоловіків (уперше, починаючи з 2008-го). Належав до серії International у рамках Туру WTA 2015, а також до серії 250 у рамках Туру ATP 2015. Проходив у Nottingham Tennis Centre у Ноттінгемі (Велика Британія). Тривав з 8 до 15 червня 2015 року серед жінок і з 21 до 27 червня 2015 року серед чоловіків.

## Учасники основної сітки в рамках чоловічого турніру

### Сіяні учасники
| Країна     | Гравець          | Рейтинг1 | Сіяний |
| ---------- | ---------------- | -------- | ------ |
| Іспанія    | Давид Феррер     | 7        | 1      |
| Франція    | Жиль Сімон       | 13       | 2      |
| Іспанія    | Фелісіано Лопес  | 14       | 3      |
| Аргентина  | Леонардо Маєр    | 22       | 4      |
| Уругвай    | Пабло Куевас     | 23       | 5      |
| Сербія     | Віктор Троїцький | 25       | 6      |
| Австрія    | Домінік Тім      | 29       | 7      |
| Франція    | Адріан Маннаріно | 32       | 8      |
| Аргентина  | Хуан Монако      | 33       | 9      |
| Словаччина | Мартін Кліжан    | 35       | 10     |
| Іспанія    | Пабло Андухар    | 36       | 11     |
| США        | Сем Кверрі       | 38       | 12     |
| Бразилія   | Томас Беллуччі   | 40       | 13     |
| Португалія | Жуан Соуза       | 44       | 14     |
| Італія     | Андреас Сеппі    | 45       | 15     |
| Чехія      | Їржі Веселий     | 46       | 16     |

- 1 Рейтинг подано станом на 15 червня 2015.

### Інші учасники
Нижче наведено учасників, які отримали вайлд-кард на участь в основній сітці:
- Кайл Едмунд
- Taylor Harry Fritz
- James Ward
- Олександр Звєрєв

Нижче наведено гравців, які пробились в основну сітку через стадію кваліфікації:
- Рубен Бемельманс
- Дуді Села
- Ґо Соеда
- Міша Зверєв

### Відмовились від участі
До початку турніру
- Бенжамін Бекер →його замінив Лу Єн-Сун
- Жульєн Беннето →його замінив Сантьяго Хіральдо
- Жеремі Шарді →його замінив Аляж Бедене
- Давід Ґоффен →його замінив Томас Беллуччі
- Нік Киріос →його замінив Олександр Долгополов
- Жіль Мюллер →його замінив Малік Джазірі
- Жо-Вілфрід Тсонга →його замінив Тім Смичек
- Михайло Южний →його замінив Денис Істомін

### Знялись
- Маркос Багдатіс
- Віктор Естрелья Бургос
- Вашек Поспішил

## Учасники основної сітки в парному розряді

### Сіяні пари
| Країна          | Гравець               | Країна          | Гравець       | Рейтинг1 | Сіяний |
| --------------- | --------------------- | --------------- | ------------- | -------- | ------ |
| Іспанія         | Марсель Гранольєрс    | Індія           | Леандер Паес  | 36       | 1      |
| Уругвай         | Пабло Куевас          | Іспанія         | Давід Марреро | 52       | 2      |
| Колумбія        | Хуан Себастьян Кабаль | Колумбія        | Роберт Фара   | 61       | 3      |
| Велика Британія | Домінік Інглот        | Велика Британія | Джеймі Маррей | 61       | 4      |

- 1 Рейтинг подано станом на 15 червня 2015.

### Інші учасники
Нижче наведено пари, які отримали вайлдкард на участь в основній сітці:
- Ерік Буторак /  Колін Флемінг
- Кен Скупскі /  Ніл Скупскі

Наведені нижче пари отримали місце як заміна:
- Лукаш Кубот /  Макс Мирний

### Відмовились від участі
До початку турніру
- Томас Беллуччі (травма спини)

Під час турніру
- Айсам-уль-Хак Куреші (травма коліна)

## Учасниці основної сітки в рамках жіночого турніру

### Сіяні учасниці
| Країна     | Гравчиня             | Рейтинг1 | Сіяна |
| ---------- | -------------------- | -------- | ----- |
| Польща     | Агнешка Радванська   | 14       | 1     |
| Казахстан  | Заріна Діяс          | 32       | 2     |
| США        | Варвара Лепченко     | 34       | 3     |
| Італія     | Карін Кнапп          | 42       | 4     |
| США        | Алісон Ріск          | 47       | 5     |
| Австралія  | Кейсі Деллаква       | 48       | 6     |
| Словаччина | Магдалена Рибарикова | 57       | 7     |
| Хорватія   | Айла Томлянович      | 58       | 8     |

- 1 Рейтинг подано станом на 25 травня 2015.

### Інші учасниці
Нижче наведено учасниць, які отримали вайлд-кард на участь в основній сітці:
- Кейті Данн
- Джоанна Конта
- Агнешка Радванська

Нижче наведено гравчинь, які пробились в основну сітку через стадію кваліфікації:
- Ярміла Ґайдошова
- Ольга Говорцова
- Алла Кудрявцева
- Сачія Вікері

### Знялись
- Яніна Вікмаєр (шлунково-кишкова хвороба)

### Знялись з турніру
До початку турніру
- Мона Бартель →її замінила Яніна Вікмаєр
- Александра Дулгеру →її замінила Стефані Фегеле
- Юлія Гергес →її замінила Ніколь Гіббс
- Пен Шуай →її замінила Шелбі Роджерс
- Роберта Вінчі →її замінила Ван Цян
- Гезер Вотсон →її замінила Магда Лінетт

## Учасниці основної сітки в парному розряді

### Сіяні пари
| Країна            | Гравчиня          | Країна | Гравчиня        | Рейтинг1 | Сіяна |
| ----------------- | ----------------- | ------ | --------------- | -------- | ----- |
| США               | Ракель Копс-Джонс | США    | Абігейл Спірс   | 30       | 1     |
| Китайський Тайбей | Чжань Юнжань      | КНР    | Чжен Цзє        | 52       | 2     |
| Китайський Тайбей | Чжань Хаоцін      | Росія  | Алла Кудрявцева | 54       | 3     |
| Зімбабве          | Кара Блек         | США    | Ліза Реймонд    | 59       | 4     |

- 1 Рейтинг подано станом на 25 травня 2015.

### Інші учасниці
Нижче наведено пари, які отримали вайлдкард на участь в основній сітці:
- Луціє Градецька /  Франческа Ск'явоне

## Переможниці та фіналістки

### Чоловіки. Одиночний розряд
- Денис Істомін —  Сем Кверрі, 7–6(7–1), 7–6(8–6)

### Одиночний розряд. Жінки
- Ана Конюх —  Моніка Нікулеску, 1-6, 6–4, 6–2

### Парний розряд. Чоловіки
- Кріс Гуччоне /  Андре Са —  Пабло Куевас /  Давід Марреро, 6–2, 7–5

### Парний розряд. Жінки
- Ракель Копс-Джонс /  Абігейл Спірс —  Джоселін Рей /  Анна Сміт, 3–6, 6–3, [11–9]